# دراسة الوقاية من السرطان
ظهرت أول دراسة لمكافحة السرطان والمعروفة أيضا باختصار cps1  في الفترة بين تشرين الأول من عام 1959م واستمرت لشهر شباط من عام 1960م حيث ان هذه الدراسة تضمنت أكثر من مليون رجل وامراة. وتم مراقبة أو متابعة المشاركين في الدراسة حتى عام 1972م. واظهرت الدراسة بأن زيادة معدل الوفيات لمصابي سرطان الرئة بين النساء كان بسبب التدخين. وقد تم وصف الدراسة (بالدليل الارشادي للسياسات العامة وتغيير سلوكيات المجتمع) بخصوص الرابط بين التدخين وسرطان الرئة.

## Cps2
الدراسة الثانية لمكافحة السرطان والمعروفة أيضا باختصار cps2 كانت عبارة عن دراسة محتملة تضمنت مليون ومائتي الف مشارك ومشاركة من الجنسية الأمريكية قام بها 77الف متطوع من مجتمع السرطان الأمريكي. حيث بدأت عام 1882 تحت اشراف لورانس جارفينكل. وهذه الدراسة تضمنت عوامل خطر السرطان المزعوم كالسمنة والحمية الغذائية.

## Cps3
الدراسة الثالثة لمكافحة انتشار السرطان والمعروفة أيضا باختصار cps3 بدأت عام 2006 وانتهت عام 2013 . وتضمنت
هذه الدراسة أكثر من 304 الف مشارك.